# Kurt Johnen (Medienwissenschaftler)
Kurt Johnen (* 1944) ist ein deutscher Autor und Professor für Ästhetik und Kommunikation an der Fachhochschule Bielefeld.

## Leben
Nach einer Lehre als Schaufenstergestalter studierte er in Wiesbaden zum Fachlehrer für Kunsterziehung und Werken. Diesem Studium schloss sich ein weiteres Studium an der Hochschule für Bildende Kunst in Kassel an.
Kurt Johnen war von 1970 bis 1977 Freier Mitarbeiter als Autor und Regisseur beim Westdeutschen Rundfunk tätig.
Im Jahre 1977 wurde er an die Fachhochschule Bielefeld als Professor für Ästhetik und Kommunikation am Fachbereich Sozialwesen berufen. Ab 1988 übernahm er die Filmausbildung am Fachbereich Gestaltung. 2009 wurde er emeritiert.
Kurt Johnen wirkt an Film- und Multimediaproduktionen und dem Aufbau des Filmhaus Bielefeld und der Murnau Gesellschaft mit.

## Schriften
- mit Jost Lohrmann: Film. Materialien für die Sekundarstufe II. Arbeitstexte für den Kunstunterricht. Schroedel, Hannover 1979.
- Der Film als modernes Medium der Renaissancemalerei. In: Heidi Wiese (Hrsg.): Die Metaphysik des Lichts (= Schriften der Friedrich Wilhelm Murnau-Gesellschaft. Band 4). Schüren, Marburg 1996.
- Medienproduzent Hochschule – Wer verwaltet ihr visuelles Gedächtnis. In: Filmschätzen auf der Spur. Verzeichnis historischer Filmbestände in NRW. 2. erw. Auflage. Nordrhein-Westfälisches Hauptstaatsarchiv, Düsseldorf 1997.
- (Hrsg.): Bielefelder Hausgeschichten. Aisthesis, Bielefeld 1998.
- Intermediale Welten – Medienpädagogik vor neuen Aufgaben? In: SI:SO. Nr. 2, 1998.
- Den Schatten eine Stimme geben – Zwischenbilanz nach acht Jahren Film&MusikFest in Bielefeld. In: Ursula von Keitz (Hrsg.): Früher Film und späte Folgen (= Schriften der Friedrich Wilhelm Murnau-Gesellschaft. Band 6). Schüren, Marburg 1998.
- mit Dagmar Kerschbaumer: FilmFinder. RegionalArchiv Film und Neue Medien. Band 1, Teil A. RAM, Bielefeld 1999.
- Licht für Bielefeld. In: Dieter Baacke u. a. (Hrsg.): Handbuch Medien: Medienkompetenz, Modelle und Projekte. Bundeszentrale für politische Bildung, Bonn 1999.
- Big Brother – und raus bist du. In: Frank Weber (Hrsg.): Inszenierte Banalität zur Primetime. LIT, Münster 2000.
- Die kristalline Zeit. Spurensuche zur Architektur der 1920er Jahre in Bielefeld. Fachhochschule Bielefeld, Bielefeld 2005.
- Wege weisend – 32 Jahre Medienarbeit. Bielefeld 2009.
- Luft, Erde, Wasser, Licht. Nichts bleibt wie es ist. Ausstellungskatalog. Bad Kreuznach 2012.